# Orthotylus virescens
Orthotylus virescens ist eine Wanzenart aus der Familie der Weichwanzen (Miridae).

## Merkmale
Die Wanzen werden 3,9 bis 4,9 Millimeter lang. Die Arten der Gattung Orthotylus sind überwiegend grün gefärbt. Viele sind extrem ähnlich und deswegen anhand von äußeren Merkmalen nur sehr schwer zu bestimmen. Die Wirtspflanze der entsprechenden Individuen sind daher ein wichtiges Indiz. Orthotylus virescens hat eine mit aufrechten, dunklen Haaren versehene Körperoberseite und eine dunkle Membrane der Hemielytren. Ihr Rostrum ist sehr kurz.

## Vorkommen und Lebensraum
Die Art ist vom Süden Skandinaviens über West- und Mitteleuropa nach Südosten bis nach Kleinasien und den Nahen Osten verbreitet. Sie wurde durch den Menschen auch nach Kanada eingeschleppt. In Deutschland ist sie weit verbreitet und in der Regel häufig, dies insbesondere im Nordwesten. In Österreich fehlt die Art.

## Lebensweise
Die Wanzenart ist neben Orthotylus adenocarpi und Orthotylus concolor eine der drei mitteleuropäischen Arten, die ausschließlich an Besenginster (Cytisus scoparius) auftritt. Sie ernährt sich ebenso zoophytophag. Das Einstechen der Pflanzen verursacht kleine weißliche Punkte auf den Blättern. Die adulten Wanzen treten ab der zweiten Julihälfte auf und können bis Ende August/Anfang September angetroffen werden.

## Belege